# بو وندغرين
بو وندغرين (بالسويدية: Bo Lundgren)‏ هو سياسي سويدي، ولد في 11 يوليو 1947 في السويد. حزبياً، نشط في حزب التجمع المعتدل. وقد انتخب عضو البرلمان السويدي ‏.